# Sollii
La gens Sollia était une famille plébéienne de la Rome antique. Peu de membres de cette gens apparaissent dans l'histoire, le plus célèbre étant l'évêque et érudit du Ve siècle Caius Sollius Modestus Apollinaris Sidonius, gendre de l'empereur Avitus.

## Praenomen
Les principaux praenomen des Sollii étaient Caius, Marcus et Lucius, les trois noms les plus courants à toutes les périodes de l'histoire romaine. Ils utilisaient également les prénoms communs Quintus et Sextus.

## Membres

### Sollii de Gaule Lyonnaise

#### Sollii Apollinaris
- (Sollius?), (v. 335 - ?), magister officiorum;
  - Apollinaris, (v. 370 - ap. 409), Préfet du prétoire des Gaules;
    - Ne, (v. 390 - ?), épouse de Thaumastus;
    - N, (v. 400 - ?);
      - ? Eulodius, (v. 425 - 472), évêque de Bourges;
        - Simplicius, (v. 445 - ap. 472), évêque de Bourges;

      - Eulalia, (v. 430 - ?), épouse de Probus;

    - (Alcimus), (v. 405/10 - v. 455), Préfet du prétoire des Gaules;
      - ? Audentia, (v. 430 - av. 507), épouse d'Hesychius;
      - Caius Sollius Modestus Apollinaris Sidonius, (431 - v. 486), Préfet de Rome;
        - Severiana, (? - av. 507), religieuse;
        - Roscia;
        - Apollinaris, (v. 460 - 515), évêque de Clermont;
          - ? Apollinaris, (v. 480 - ap. 504/5), flamines;
          - ? Sidonia, (v. 480/5 - ?), épouse de Fidentius;
          - Arcadius, (v. 490 - 541/9), évêque de Bourges;
            - Placidina, (v. 520 - ap. 574), épouse de Leontius;

        - Alcima, (v. 465 - ap. 525);

      - N, (v. 435 - ap. 469), sacerdos;
        - Secundus, (v. 455 - ap. 469)[1];

#### Autres
- Marcus Sollius Epaphroditus, dédicase un monument à Lugdunum, en Gallia Lugdunensis, pour son amis, Marcus Jucundius Primus Vocontius.[b 1]
- Sollia, la femme d'un Sollius, pour qui elle dédicace un monument funéraire à Anglefort, en Gallia Lugdunensis.[2]
- Sollius, fils de Matinus, inhumé à Anglefort, sur le monument de son épouse, Sollia.[2]

### Sollii de Gaule Narbonnaise
- Sollia Annia, avec son fils, Marinius Claudianus, dédicace un monument, à Vienna, en Gallia Narbonensis pour son époux, Lucius Marinius Italicensis.[b 2]
- Lucius Sollius Calendio, inhumé à Dea Augusta Vocontiorum en Gallia Narbonensis, sur le monument de son épouse, Sollia Sabina.[3]
- Sollia Sabina, dedicace une tombe à Dea Augusta Vocontiorum pour son époux, Lucius Sollius Calendio.[3]
- Sollia Sex. f. Demostheniana, avec sa mère, Theodotia Basilissa, et son frère, Sollius Olympiodorus, dédia un monument à Vienna à son père, Sextus Sollius Demosthenianus.[4]
- Sollius Eleutherius, avec Thaumastus, probablement son père adoptif, dedicase un monument à Nemausus en Gallia Narbonensis à sa mère adoptive, dont le nom n'a pas été préserver.[b 3]
- Sollia Fida, enterrée dans une tombe Vienna, par un monument de son époux, Titus Cafatius Cosmus, l'un des Seviri Augustales.[b 4]
- Marcus Sollius Marcellus, inhumé à Gratianopolis en Gallia Narbonensis, fait par Caius Sollius Verus et ses héritiers.[5]
- Gaius Sollius C. f. Marculus, un librarius, ou copiste, inhumé à Gratianopolis, à l'age de 36 ans, with a monument dating to the latter half of the third century, dedicated by his father, Gaius Sollius Marcus, sisters, Attia Marciana and Marcula, and wife, Attia Aurelia.[6]
- Gaius Sollius Marcus, avec ses filles, Attia Marciana and Marcula, and daughter-in-law, Attia Aurelia, dedicated a monument at Gratianopolis to his son, Gaius Sollius Marculus, dating to the latter half of the third century.[6]
- Sollius Sex. f. Olympiodorus, along with his mother, Theodotia Basilissa, and sister, Sollia Demostheniana, dedicated a second-century monument at Vienna in Gallia Narbonensis to his father, Sextus Sollius Demosthenianus.[4]
- Sollia Ursa, inhumé à Valentia en Gallia Narbonensis, érige un monument pour son époux,  Julius Severus.[b 5]
- Gaius Sollius Verus, the heir of Marcus Sollius Marcellus, for whom he dedicated a monument at Gratianopolis.[5]

### Sollii d'Italie
- Marcus Sollius, nommé dans une inscription de Pinna, en Sabinum, daté du règne de Caligula.[b 6]
- Marcus Sollius Atticus, dédicace vers 150 un monument à Castrum Truentinum, dans le Picenum pour son frère, dont le nom n'est pas préserver, mais qui fut legate de la Legio VII Gemina, praefectus aerarii militaris, et consul.[b 7]
- Sollia Fortunata, l'épouse de Caius Julius Sabinus, with whom she dedicated a second-century monument at Pinna to their son, Gaius Julius Sabinianus, a young physician, aged seventeen years, ten months, and fourteen days.[b 8]
- Lucius Sollius L. f. Secundio, originaire de Ticinum en Cisalpine Gaul, dedicace une sepulture à Verona en Venetia and Histria pour lui et sa femme, Pailonia Maxima.[b 9]
- Lucius Sollius Ursio, dedicace un monument à Rome pour son épouse, Claudia Primitiva, âgée de 37 ans.[b 10]

### Autres
- Sollia, inhumée à Flavia Solva, en Noricum, à l'age de 31 ans.[b 11]
- Sollius, un potier de Pons Aelius, en Britannia.[b 12]
- Lucius Sollius, mentionné dans une inscription d'Aequum, en Dalmatia, en l'an 121.[b 13]
- Lucius Sollius, fait une dédicace à Epona, à Augusta Raurica en Germania Superior, vers 150/250.[b 14]
- Sollia Abdugissa, inhumé à Augusta Treverorum, avec son époux, Marcus Jovincatius Sumaro.[b 15],[b 16]
- Sollius Decuminius, fit une offrande à Jupiter Optimus Maximus et Juno Regina à Nida en Germania Superior, vers 150/250.[b 17]
- Sollius Gallicanus, un soldat et optio custodiarum de la Legio I Adiutrix, qui servit dans la centurie de Valerius Fronto, à Mogontiacum, entre 70 et 86.[b 18]
- Marcus Sollius Zurae f. Gracilis Scordiscus, natif de Pannonia, connu grâce à un diplôme militaire daté de 139.[b 19]
- Gaius Sollius Saturninus, fait une offrande pour les déesses locales, sur le site moderne de Morken, en Germania Inferior.
- Gaius Sollius Optatus, avec son fils, Sollius Siro, ils offrent une dédicace à Carnuntum en Pannonia Superior à Jupiter Optimus Maximus Dolichenus, sous la supervision du prétre Antonius.[7]
- Sollius C. f. Siro, avec son père, Gaius Sollius Surus, vers 150/250, ils offrent une dédicace à Jupiter Optimus Maximus à Carnuntum.[7]
- Quintus Sollius Surus, dedicace un monument à Scupi, en Mesie Superieur, pour son petit-fils, Quintus Sollius Primus.[8]
- Quintus Sollius Primus, inhumé à Scupi en Moesia Superior, à l'age de 33 ans, during the latter half of the second century, or the first half of the third, with a monument from his grandfather, Quintus Sollius Surus.[8]
- Sollius Vico, inhumé à Orolaunum en Gallia Belgica, avec Similia, son épouse.[b 20]